# Suona
La suona (xinès tradicional: 嗩吶; xinès simplificat: 唢呐; pinyin: suǒ nà) també coneguda com a laba (xinès: 喇叭, pinyin: lǎbā) o haidi (xinès: 海笛, pinyin: hǎidí) és un instrument musical de vent semblant al shawm de l'ètnia han de la Xina. Té un so alt i molt agut, amb un rang general de dues octaves, i s'usa amb freqüència en els conjunts de música tradicional xinesa, en particular en aquells que interpreten música a l'aire lliure. és un instrument important dins el folclore del nord de la Xina, en particular de les províncies de Shandong i Henan, on s'utilitza des de temps enrere per a festes i fins militars. Actualment encara s'usa en bodes, funerals o processons acompanyada de shengs, gongs, tambors i altres instruments. Aquests conjunts d'aire i percussió reben el nom de chuida o guchui. A Taiwan també és usat en festivitats o rituals.

## Història
Malgrat que els orígens de la suona no són clars, hi ha textos que la daten de la dinastia Jin (265-420). Hi ha consens sobre el fet que la suona prové de fora dels regnes de l'antiga Xina, probablement com a variació d'alguns instruments de l'Àsia central com ara la sorna, surnay o zurna, a partir dels quals també hauria derivat el nom xinès. La suona podria tenir també altres orígens com per exemple Aràbia o l'Índia. En un monument religiós de la ruta de la seda datat entre els segles III i V hi apareix un músic tocant la suona dibuixat. Altres representacions datades d'aquest període a Xandong i altres regions del nord de la Xina mostren l'instrument sent usat en processons militars. En la literatura xinesa no es fa menció a l'instrument fins a la dinastia Ming (1368-1644), moment en el qual la sona ja estava plenament establerta al nord de la Xina.

## Fabricació
La suona té un cos de fusta cònic, semblant al corn de gyalin emprat per la minoria ètnica tibetana a la Xina. Està formada per metall, amb un tudell de llautó o coure amb una doble llengüeta fixada; a l'extrem de l'instrument hi sol anar una campaneta metàl·lica desmuntable. La doble llengüeta dona a l'instrument un so similar al de l'oboè actual.
L'instrument es fabrica en diferents mides. Des de mitjan segle xx, s'han fabricat versions modernes de la suona a la Xina, incorporant-hi claus mecàniques com les de l'oboè per a permetre les notes cromàtiques i adaptar el so, fets que amb la suona tradicional eren difícils d'aconseguir. Actualment existeix una família d'instruments del grup de la suona com ara la zhongyin suona (suona-alt), la cizhongyin suona (suona-tenor), i la diyin suona (suona-baix). Tot i que la majoria d'orquestres prefereixen la versió tradicional de l'instrument, aquests nous instruments s'utilitzen en les seccions de vent de les orquestres de música tradicional Xinesa de la Xina, Taiwan i Singapur. La suona també s'ha usat en arranjaments de música moderna com ara en el grup de rock xinès Cui Jian en la seva cançó "Nothing To My Name" (一无所有), interpretada pel saxofonista Liu Yuan.
El nazi (呐子), un instrument relacionat que s'usa freqüentment al nord de la Xina, consisteix en un tudell de suona tocat melòdicament. A vegades aquest instrument es toca en un llarg corn metàl·lic per a augmentar-ne el volum.